# Cratere Marimba
Marimba è un cratere sulla superficie di 65803 I Dimorphos.